# Stazione di Fuente de la Mora
Fuente de la Mora è una stazione della metropolitana di Madrid, che serve la linea ML1 della metrotranvia e le linee C1, C7 e C10 delle Cercanías di Madrid. Per le linee C7 e C10 funge anche da capolinea.
Si trova sotto l'omonima strada del quartiere Isla de Chamartín del distretto di Hortaleza.

## Storia
La stazione della metropolitana è stata inaugurata il 24 maggio 2007, mentre quelle di Cercanías sono state inaugurate il 24 marzo 2011.